# Brod Moravice
Brod Moravice je općina u Hrvatskoj. Nalazi se u Primorsko-goranskoj županiji.

## Zemljopis
Općina Brod Moravice smještena je na sjeveroistočnom djelu Primorsko-goranske županije, u zapadnom djelu Gorskoga kotara, na 560 m nadmorske visine.
Udaljena je od Zagreba 120 km, a od Rijeke 75 km. Po broju stanovnika to je najmanja, ali najstarija općina u Gorskome kotaru. Na relativno velikoj površini od 62 km2, živi oko 1000 stanovnika u 38 naselja.
Ovo područje je iznimno slikovito sa svojim vidikovcima i planinskim stazama uz kanjon rijeke Kupe koja je prirodna granica prema Sloveniji, a pruža razne mogućnosti lova i ribolova, zimi skijanja i skijaškog trčanja.

## Općinska naselja
Brod Moravice, Colnari, Čučak, Delači, Doluš, 
Donja Dobra, Donja Lamana Draga, Donji Šajn, Donji Šehovac, Goliki, 
Gornja Lamana Draga, Gornji Kuti, Gornji Šajn, Gornji Šehovac, Goršeti, 
Kavrani, Klepeće Selo, Kocijani, Lokvica, Maklen, 
Male Drage, Moravička Sela, Naglići, Nove Hiže, Novi Lazi, 
Pauci, Planica, Podgorani, Podstene, Razdrto, 
Smišljak, Stari Lazi, Šepci Podstenski, Šimatovo, Vele Drage, 
Zahrt, Zavrh i Završje.

## Stanovništvo
Po popisu stanovništva iz 2021. godine, općina Brod Moravice imala je 663 stanovnika, raspoređenih u 38 naselja:
- Brod Moravice –  270
- Colnari –  0
- Čučak –  5
- Delači –  9
- Doluš –  5
- Donja Dobra –  193
- Donja Lamana Draga –  4
- Donji Šajn –  0
- Donji Šehovac –  0
- Goliki –  0
- Gornja Lamana Draga –  0
- Gornji Kuti –  28
- Gornji Šajn –  15
- Gornji Šehovac –  0
- Goršeti –  0
- Kavrani –  0
- Klepeće Selo –  1
- Kocijani –  5
- Lokvica –  21
- Maklen –  1
- Male Drage –  5
- Moravička Sela –  37
- Naglići –  1
- Nove Hiže –  0
- Novi Lazi –  6
- Pauci –  0
- Planica –  1
- Podgorani –  0
- Podstene –  11
- Razdrto –  1
- Smišljak –  0
- Stari Lazi –  15
- Šepci Podstenski –  4
- Šimatovo –  1
- Velike Drage –  20
- Zahrt –  3
- Zavrh –  1
- Završje –  0

### Nacionalni sastav, 2001.
- Hrvati – 949 (96,35 %)
- Srbi – 8 (0,81 %)
- Slovenci – 7 (0,71 %)
- Nijemci – 1
- ostali – 2
- neopredijeljeni – 18 (1,83 %)

| broj stanovnika | 2840  | 2866  | 2848  | 2919  | 2861  | 2823  | 2622  | 2555  | 2152  | 2220  | 2105  | 1855  | 1444  | 1196  | 985   | 866   | 663   |
|                 | 1857. | 1869. | 1880. | 1890. | 1900. | 1910. | 1921. | 1931. | 1948. | 1953. | 1961. | 1971. | 1981. | 1991. | 2001. | 2011. | 2021. |

| broj stanovnika | 467   | 501   | 497   | 517   | 499   | 456   | 415   | 411   | 351   | 393   | 452   | 421   | 408   | 443   | 408   | 358   | 270   |
|                 | 1857. | 1869. | 1880. | 1890. | 1900. | 1910. | 1921. | 1931. | 1948. | 1953. | 1961. | 1971. | 1981. | 1991. | 2001. | 2011. | 2021. |

## Uprava
Načelnik općine: Mario Šutej

## Povijest
Nekoć su se zvale Moravice, Gornje Moravice, Turanj, Brodske Moravice, a danas Brod Moravice. Prvi je put ime mjesta zabilježeno u ispravi Bele IV., još 1260.g.
Prva naselja u Gorskome kotaru nastaju već u 10. i 11. st. jer su tuda prolazili putovi prema moru.
U 15. i 16. st. na šire područje Brod Moravica prodiru Turci pa dio stanovništva odlazi u Kranjsku. Kasnije su knezovi Zrinski i Frankopani, u čijem je posjedu bilo navedeno područje, naseljavali svoja imanja došljacima iz Primorja, Bosne i drugih krajeva, a vraćaju se i potomci starosjedioca koji su pred Turcima izbjegli u Sloveniju, što je kasnije imalo utjecaj i na jezični izričaj ovoga prostora.
Iz tog burnog vremena, s kraja 16. st. potječe kula Turanj koju je u Gornjim Moravicama dao izgraditi knez Zrinski za obranu od Turaka. Kula je sazidana od kamenih blokova, imala je tri etaže s puškarnicama i pokretnim drvenim stubama.
U 19.st. preuređena je u zvonik, a 1944. teško je oštećena u zračnom napadu na mjesto. Kasnije je obnovljen zvonik, a 2005. g. i vanjski zidovi crkve. 
U 17. st. nastao je Piljdak. To je visoki, kameni spomenik smješten na raskrižju putova između Moravica, Moravičkih Sela i Maklena. Neki povjesničari drže da je to sakralni znamen, a drugi je služio kao dojavnica kojom su se prenosili signali o dolasku Turaka.
Općina Brod Moravice utemeljena je još 1893. godine, a 1993. godine postaje Općina u slobodnoj i samostalnoj RH.

## Gospodarstvo
Na području Općine Brod Moravice nema većih gospodarskih objekata, ali djeluje manji pogon "Pilana" u Donjoj Dobri. Također djeluje veći broj obrtnika, uglavnom stolara, ali i uzgajivača jagoda, malina, trešanja i gljiva. Prostorni Plan Općine donesen je još u prosincu 2003. godine,a u tijeku je njegova izmjena i dopuna.
U Planu ukupnog razvoja općine Brod Moravice je i razvoj gospodarstva i gospodarske infrastrukture. U razvoju Općine važnu ulogu ima i turizam: vjerski, etno, sportsko-rekreativni, lovni i ribolovni. Planira se i izgradnja turističkog naselja "Aqua holiday", projekt "Svijet Kupe" u okviru kojeg i razvoj likovne kolonije u područnoj školi Podstene. Važno je istaknuti da su Brod Moravice općina od posebne državne skrbi.

## Poznate osobe
- Matija Legović, biatlonac
- Emil Svažić, generalni vikar Riječke nadbiskupije, osobni tajnik nadbiskupa Tamaruta,  bilježnikom u Nadbiskupskoj kuriji, sudski vikar pri Interdijecezanskom ženidbenom sudu, kanonik Metropolitanskog kaptola u Rijeci[5]

## Spomenici i znamenitosti
Župa Brod Moravice osnovana je u 14. st. Područje obiluje starim sakralnim objektima s ukupno 12 crkava koje predstavljaju značajnu i bogatu kulturno-povijesnu baštinu. Crkva sv. Nikole nalazi se na uzvisini u središtu mjesta. Uz gerovsku najstarija je u Gorskom kotaru. Na pročelju crkve je uklesano :"Me seculo ab erectione qvarto devoti populi pietas restauraverat 1834.", u prijevodu: "Mene (tj. crkvu) je četiri stoljeća poslije podignuća obnovila pobožnost puka."
To je jednobrodna građevina s višestrukom apsidom. U crkvi su grobovi s nadgrobnim pločama iz 18. st., a nagađa se da su tu pokopani neki članovi porodice Zrinskih i Frankopana. Tijekom II. svjetskog rata, za Uskrs 1944. zbog bombardiranja mjesta izgorio je krov, no unutrašnjost je sačuvana. Poslije rata obnovljeni su krov i toranj, a 2005. g. u cijelosti je preuređen krov i fasada crkve.
Crkva Majke Božje Škapularske (Karmelske) u Moravičkim Selima
prvi put se spominje 1633. godine. Njezin oltar, kao spomenik nulte kategorije,
pod zaštitom je Zavoda za zaštitu kulturne baštine, a izradili su ga domaći drvorezbari. Tijekom godina crkva je više puta dograđivanja i preuređivana.
Krovište crkve se 1977. godine urušilo, unutrašnjost je oštećena, a krovište obnovljeno 1989. g.
Župna crkva svetog Križa u Šimatovu sagrađena je 1825. godine, a obnovljena 90-tih godina XX. st.
Brod Moravice imaju i najstariju sačuvanu kuću u Gorskome kotaru, kuću Delač, izgrađenu 1644. godine, te kuću Ožanić (1826.g.). Ovo područje ima sve preduvjete postati etno centrom, a danas je zasigurno vrlo interesantno kao izletnička destinacija.

## Obrazovanje
1818. godine osnovana je škola u Brod Moravicama, jedna od najstarijih pučkih škola u Gorskome kotaru. Stara škola izgrađena je 1869. a izgorjela je 1944. godine.
Današnja škola novije je zdanje i u njoj se obrazuju djeca sa šireg područja a prevoze školskim kombijem. Pri Osnovnoj školi djeluje i Dječji vrtić. Neposredno uz školsku zgradu nalaze se park i dječje igralište.

## Kultura
Hrvatska čitaonica sela Kuti djeluje od 1936. godine kao volontersko društvo s knjižnim fondom od 6400 knjižnih jedinica različite tematike s naglaskom na literaturu kojom se njeguje očuvanje brodmoravičkog govora kajkavskog narječja.
Ostale udruge koje aktivno djeluju su: Planinarsko društvo "Vršak", Udruga umirovljenika, Udruga mladih, Društvo "Naša djeca" Brod Moravice, Lovačko društvo "Srndać" te Kulturno-umjetničko društvo "Lipica" s glazbenim sekcijama: "Kočki tamburaši", Stariji crkveni pjevački zbor, Mladi crkveni pjevački zbor, te novoosnovano tamburaško društvo.

## Šport
Boćanje i nogomet.
U mjestu aktivno djeluju Dobrovoljno vatrogasno društvo Brod Moravice i trkačko-skijaški klub "Budućnost" utemeljen još 1952. godine. Klub danas ima 30 skijaša u svim kategorijama, od najmlađih cicibana do seniorki. Po zapaženim rezultatima i brojnim nagradama klub je poznat, ne samo u Gorskom kotaru, već i među ljubiteljima skijaškog trčanja u Hrvatskoj i Europi.

## Vanjske poveznice
- Općina Brod Moravice – službene stranice